# Platycnemis
Genre
Platycnemis, taxon qui désigne les Pennipattes (dont certaines espèces sont parfois appelées Agrions), est un genre d'insectes odonates zygoptères de la famille des Platycnemididae.

## Liste des espèces
Selon World Odonata List :
- Platycnemis acutipennis Selys, 1841
- Platycnemis dealbata Selys, 1863
- Platycnemis echigoana Asahina, 1955
- Platycnemis foliacea Selys, 1886
- Platycnemis foliosa Navás, 1932
- Platycnemis kervillei Martin, 1909
- Platycnemis latipes Rambur, 1842
- Platycnemis oedipus Eichwald, 1829
- Platycnemis pennipes Pallas, 1771
- Platycnemis phasmovolans Hämäläinen, 2003
- Platycnemis phyllopoda Djakonov, 1926
- Platycnemis pierrati Navás, 1935
- Platycnemis pseudalatipes Schmidt, 1951
- Platycnemis subdilatata Selys, 1849

Selon Catalogue of Life (2 juillet 2017) :
- Platycnemis acutipennis Selys, 1841
- Platycnemis agrioides Ris, 1915
- Platycnemis alatipes McLachlan, 1872
- Platycnemis aurantipes Lieftinck, 1965
- Platycnemis brunneioctopunctata Görtler, 1948
- Platycnemis congolensis Martin, 1908
- Platycnemis dealbata Selys, 1863
- Platycnemis echigoana Asahina, 1955
- Platycnemis foliacea Selys, 1886
- Platycnemis foliosa Navás, 1932
- Platycnemis guttifera Fraser, 1950
- Platycnemis hova Selys in Martin, 1908
- Platycnemis kervillei Martin, 1909
- Platycnemis latipes Rambur, 1842
- Platycnemis longiventris Schmidt, 1951
- Platycnemis malgassica Schmidt, 1951
- Platycnemis melana Aguesse, 1968
- Platycnemis nyansana Foerster, 1916
- Platycnemis oedipus Eichwald, 1829
- Platycnemis pembipes Dijkstra, Clausnitzer & Martens, 2007
- Platycnemis pennipes Pallas, 1771
- Platycnemis phasmovolans Hämäläinen, 2003
- Platycnemis phyllopoda Djakonov, 1926
- Platycnemis pierrati Navás, 1935
- Platycnemis protostictoides Fraser, 1953
- Platycnemis pseudalatipes Schmidt, 1951
- Platycnemis rufipes Selys, 1886
- Platycnemis sanguinipes Schmidt, 1951
- Platycnemis subaequistyla Fraser, 1928
- Platycnemis subdilatata Selys, 1849
- Platycnemis syriaca Hagen in Selys, 1850

## En France
Espèces répertoriées en France :
| Espèce                                      | Mâle                 | Femelle                      | Caractéristiques                                        |
| Platycnemis acutipennis Agrion orangé.      | Agrion orangé        |                              | Mâle: abdomen orangé, yeux bleus                        |
| Platycnemis latipes Agrion blanchâtre       | Agrion blanchâtre    | Agrion blanchâtre femelle    | Absence de ligne noire sur les tibias des pattes 2 et 3 |
| Platycnemis pennipes Agrion à larges pattes | Platycnemis pennipes | Platycnemis pennipes femelle | Ligne noire sur les tibias des pattes 2 et 3            |